# ۳-نیتروبنزیل الکل
۳-نیتروبنزیل الکل (به انگلیسی: 3-Nitrobenzyl alcohol) با فرمول شیمیایی C۷H۷NO۳ یک ترکیب شیمیایی با شناسه پاب‌کم ۶۹۲۶۷ است. که جرم مولی آن ۱۵۳٫۱۳۵ g/mol می‌باشد.